# Silvaplana
Silvaplana (en romanche Silvaplauna) es una comuna suiza del cantón de los Grisones, ubicada en situada en la región de Maloja, al sur de la Engadina. Limita al norte con la comuna de Bever, al noreste con Sankt Moritz, al sureste con Samedan, al sur con Sils im Engadin/Segl, y al oeste con Bivio. 

## Lengua
La lengua tradicional de la comuna fue hasta el siglo XIX el retorromano, a partir de mediados de siglo, una minoría alemana se instaló allí. En 1880 el 73,3% de la población hablaba romanche, fue a partir de aquí que la cuota de romanos comenzó a descender drásticamente, en 1900 sólo un 46,81% de la población hablaba romanche, en 1941 gracias a la emigración de familias alemanas, el porcentaje de romanos subió hasta 54,9%, cifra que no se volvería a alcanzar. En 1980 26,20% de la población tenía al romanche como lengua materna, en 1990 era un 19,58% y 10,62% actualmente. Estos porcentajes nos indican la forma en que el romanche está desapareciendo en la región, mientras que el alemán la conquista. Debido al bajo porcentaje de hablantes de romanche, la lengua dejó de ser oficial en esta comuna, pues el porcentaje es ya menor al del italiano, que tiene un 15,88% de nativos.

## Curiosidades
Silvaplana es conocida por su lago, que es uno de los mejores lugares para practicar el windsurf y el kitesurf.